# 岩保木山
岩保木山（いわぼっきやま）は、北海道の釧路郡釧路町にある標高119.3mの山である。山頂には二等三角点「鳥通」が設置されている。

## 概要
摩周岳から釧路川左岸に沿うように南に伸びる尾根から三等三角点「大野地」(131.4m)で分岐して西に仮監峠を経て連なる尾根の先端部に位置する。岩保木山西側には釧路川の名物である岩保木水門が設置されている。
山名の「岩保木」はアイヌ語の「イワ・ポク・キ（山あいの芦原）」が語源であり、もともとは山麓を指していた地名が由来となっている。釧路町には数多くの難読地名が存在することから地名看板が各所に設置されており、「岩保木」の看板はトリトウシ・イワボッケ集落へ向かう踏切に設置されている。

## 登山
釧路地域から近いところにあるためか、登る人は少なくない。無雪期には林道で山頂付近まで行って少し藪漕ぎをして山頂へ行く人もいるが、多くの人は残雪期にトリトウシ・イワボッケ集落から林道や作業道を使って山頂へ登る。